# Гетто в Брагине
Гетто в Брагине (сентябрь — 27 ноября 1941) — еврейское гетто, место принудительного переселения евреев посёлка Брагин Гомельской области и близлежащих населённых пунктов в процессе преследования и уничтожения евреев во время оккупации территории Белоруссии войсками нацистской Германии в период Второй мировой войны.

## Оккупация Брагина и создание гетто

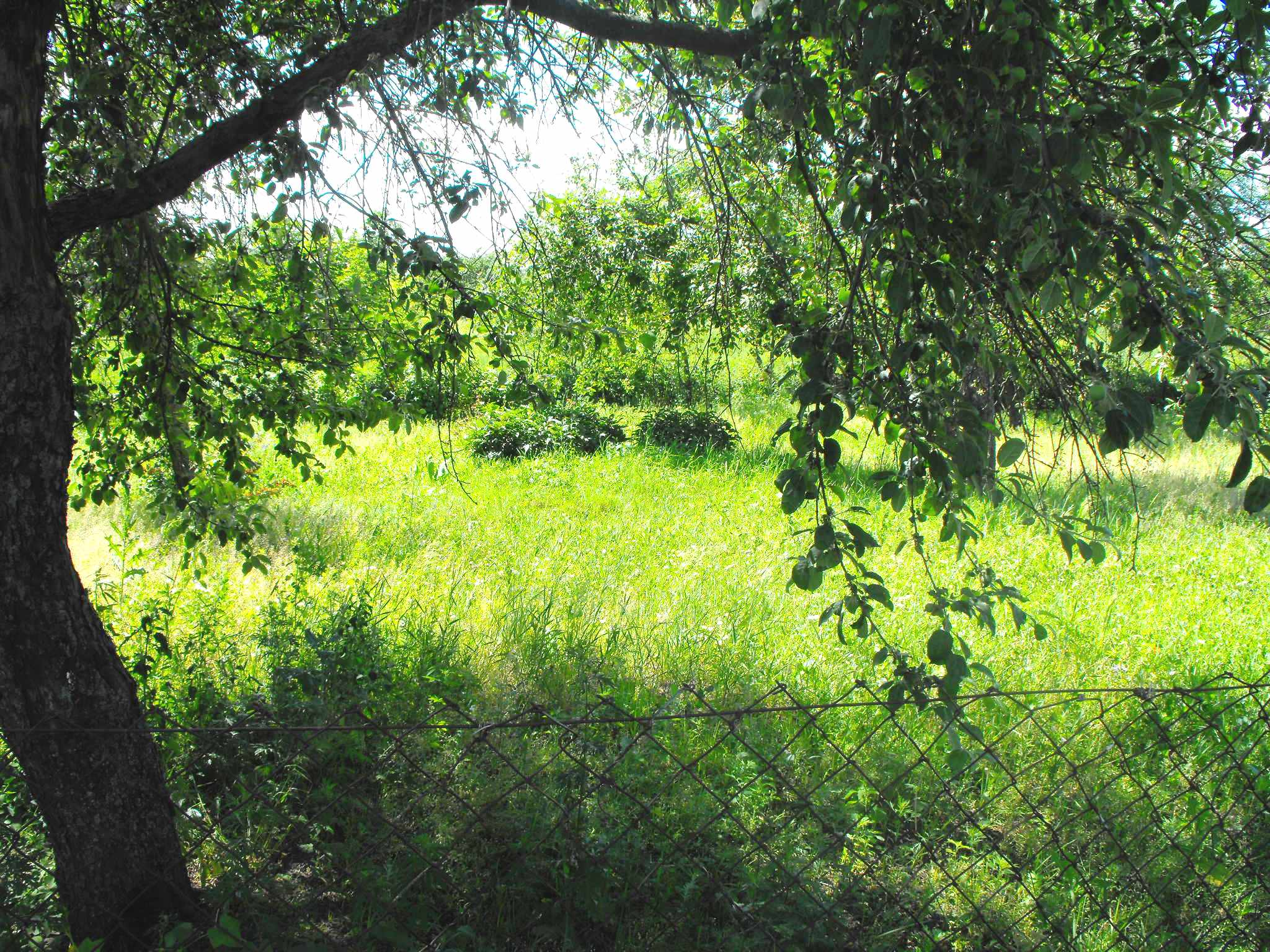
Одно из мест расстрела и братская могила евреев на территории участка дома № 45 по улице Набережная. На фотографии — засаженный цветами бугор посреди огорода

Городской посёлок Брагин был захвачен немецкими войсками 28 августа 1941 года, и оккупация продлилась 2 года и 3 месяца — до 23 ноября 1943 года.
В 1939 году в Брагине жили 939 евреев (19,8 % жителей). Централизованная эвакуация населения не была организована. Мужчины призывного возраста к моменту оккупации практически отсутствовали, так как были мобилизованы в Красную армию. Остались только женщины, дети и старики, которые не успели вовремя покинуть город, потому что уйти из Брагина можно было или пешком, или на поезде со станции Хойники, но у большинства не было такой возможности. По этим причинам смогла эвакуироваться только третья часть еврейского населения посёлка.
Реализуя нацистскую программу уничтожения евреев, немцы создавали гетто почти во всех городах и населённых пунктах Беларуси, где проживало еврейское население. Так и в Брагине оккупанты сначала провели перепись всех евреев, а затем организовали гетто, куда согнали и часть евреев из ближних деревень. Однако конкретных данных об этапах создания гетто не сохранилось. Точно известно, что до сентября евреев оставили жить в своих домах, и гетто занимало территорию их довоенного компактного проживания.

## Уничтожение гетто
12 сентября в Брагин прибыл немецкий карательный отряд, расположился в здании школы, а евреям приказали назавтра явиться туда якобы для выборов старосты. В результате 13 сентября пришли около 300 евреев. Затем в течение осени немцы завозили и пригоняли туда евреев из близлежащих деревень, посёлков и также из Мозыря.
В результате в гетто, урезанном до территории здания школы, оказались около 600 евреев, из них 156 детей в возрасте до 14 лет.
27 (29) ноября 1941 года гетто в Брагине было ликвидировано по личному приказу шефа жандармерии Вильгельма Фридриха. Больше 600 его узников расстреляли или закопали живыми в двух больших ямах в районе нынешней улицы Набережной. Позже их останки были перезахоронены на улице Песочной. По другим данным, более 300 евреев были убиты во время «акции» (таким эвфемизмом нацисты называли организованные ими массовые убийства) ещё 13 сентября 1941 года.

## Случаи спасения и «Праведники народов мира»
Анна Паневчик из Брагина за спасение Марии Бриллиант была удостоена почетного звания «Праведник народов мира» от израильского мемориального института «Яд Вашем» «в знак глубочайшей признательности за помощь, оказанную еврейскому народу в годы Второй мировой войны».

## Память
Опубликованы неполные списки жертв геноцида евреев в Брагине.
В 1957 году в Брагине на улице Песочная был насыпан курган, а потом была установлена стела с надписью о 8000 погибших от рук нацистов — в том числе евреев, перезахороненных сюда из двух братских могил на улице Набережной.